# Docodesmus amazonicus
Docodesmus amazonicus är en mångfotingart som beskrevs av Sergei I. Golovatch 1997. Docodesmus amazonicus ingår i släktet Docodesmus och familjen fingerdubbelfotingar. Inga underarter finns listade i Catalogue of Life.